# فرناندو ألميدا دي أوليفيرا
فرناندو ألميدا دي أوليفيرا (بالبرتغالية: Fernando Almeida de Oliveira‏) (18 يونيو 1978 في البرازيل - )؛ هو لاعب كرة قدم سابق كان يلعب كلاعب وسط.

## وصلات خارجية
- فرناندو ألميدا دي أوليفيرا على موقع رابطة كرة القدم اليابانية للمحترفين (اليابانية)
- فرناندو ألميدا دي أوليفيرا على موقع قاعدة بيانات كرة القدم.إي يو (الإنجليزية)
- فرناندو ألميدا دي أوليفيرا على موقع عالم كرة القدم.نت (الإنجليزية)